# Академско издаваштво
Академско издаваштво је подврста издавашта које објављује научна истраживања и научне радове. Већина академских радова се издаје у академским дневним чланцима, у виду књига. Део академских писаних радова који нису формално објављени, већ само одштампани или постављени на интернет се обично назива „сива литература“. Већина академских и школских часописа, као и многе академске и научне књиге, мада не све, заснивају се на неком облику рецензије или уредничке оцене, како би се текстови квалификовали за објављивање.
Стандарди квалитета и селективности рецензија се веома разликују од часописа до часописа, од издавача до издавача и од области до области. Већина афирмисаних академских дисциплина има своје часописе и друга издања за објављивање, иако су многи академски часописи донекле интердисциплинарни и објављују радове из неколико различитих поља или потпоља. Такође постоји тенденција да се постојећи часописи деле на специјализоване одељке како само поље постаје све специјализованије. Заједно са варијацијама у поступцима прегледа и објављивања, врсте публикација које се прихватају као допринос знању или истраживању увелико се разликују међу областима и подобластима. 
Академско издаваштво пролази кроз велике промене јер прелази са штампаног на електронски формат и пословни модели се знатно разликују у електронском окружењу. Од раних 1990-их, лиценцирање електронских извора, посебно часописа, било је врло често. Важан тренд, посебно у погледу научних часописа, је отворени приступ (енгл. Open access), који представља слободан, бесплатан, неограничен онлајн приступ научним радовима, пре свега академским чланцима, књигама и дисертацијама. Отворени приступ се испољава у два основна облика: отворене архиве и часописе отвореног приступа, у потпуности или делимично. 

## Историја
Развој и пренос знања не могу се остварити без међусобне комуникације научника. Објавом и дељењем својих истраживања, научници су могли допринети напретку сазнања, на које се касније могла надовезати и нова знања.
У почетку се комуникација одвијала искључиво неформално, путем писама и усмених разговора. Мане ове врсте комуникације биле су бројне: проблем анализе и вредновања информација, теже размењивање идеја и информација, објављивања резултата, недоступност резултата широј научној заједници, самим тим и мањи број критичара и потешкоће у провери и верификацији.
Због непрактичности и недостатка неформалне комуникације, проблема вредновања резултата, покренуте су различите удружене организације научника. Циљ им је био да промовишу и разговaрају о прошлим, садашњим и будућим истраживањима. Прво такво удружење је „Akademia de Licei“ у Паризу, које је функционисало од 1600. до 1609. године. 1609. године објавила је зборник расправа са својих састанака под називом, ,Gesta Lynceorum". То је најстарија публикација коју је издала једна научна задруга. Међутим, и даље је био присутан проблем вредновања објављеног због недостатка објективних параметара и недоступности информација широј научној заједници. Зато је 1665. године почео излазити часопис ,,Le Journal de Scavans “, први академски часопис, који је покренуо Денис де Сало. Осмислио га је Жан Батист Колбер, као инструмент руковођења интелектуалним животом Француске и он представља једну нову врсту периодика, потпуно посвећених науци и уметности: „Каталог књига штампаних у Европи“, како га представља уредник у уводном делу. У њему се објављују одломци и сижеи књига, некролози посвећени славним интелектуалцима, критике дела штампаних у разним деловима Европе. Потражња за овим часописом била је толика да се убрзо појавио на немачком и италијанском језику.
Пример Француске следе и друге земље, па тако у Енглеској 1665. почиње излазити часопис „Филозофске трансакције" (енгл. 'Philosophical Transactions) у издању Краљевског друштва у којем су се објављивале научне новости и запажања. Надаље, у Италији 1668. године почиње да излази часопис „Giornale de'Letterati“, а  затим професор  Ото Менке, 1682. године у Лајпцигу штампа на латинском језику Acta Eruditorium, у којим Лајбниц износи 1684. „нови метод“ диференцијалног рачуна. У Амстердаму 1684. Пјер филозоф калвиниста, емигрант из Француске објављује „Вести из Републике" („Nouvelles de la Republique des lettres").
Рани научни часописи прихватили су неколико модела: неке је водио један појединац који је вршио уређивачку контролу над садржајем, често једноставно објављујући изводе из писама колега, док су други користили процес групног доношења одлука, ближе усклађен са савременом рецензијом. Тек средином 20. века рецензије су постале стандард.

## Издавачи и пословни аспекти
Публикације научних друштава, познатих и као непрофитни издавачи, обично су јефтиније од комерцијалних издавача, али цене њихових научних часописа и даље су обично неколико хиљада долара годишње. Генерално, тај новац се користи за финансирање активности научних друштава која воде такве часописе или се улаже у обезбеђивање даљих научних ресурса за научнике, па тако новац остаје у научној сфери и користи јој.
Шездесетих и седамдесетих година 20. века комерцијални издавачи почели су селективно да набављају часописе „врхунског квалитета“ које су претходно издавала непрофитна академска друштва. Када су комерцијални издавачи знатно подигли цене претплата, изгубили су на тржишту. Иако постоји преко 2.000 издавача, пет профитних компанија (Reed Elsevier, Springer Science+Business Media, Wiley-Blackwell, Taylor & Francis, and Sage) чинило је 50% чланака објављених 2013.
Доступни подаци истичу да ове компаније имају профитну стопу од око 40 посто, чинећи их једним од најпрофитабилнијих индустрија, а посебно у поређењу са мањим издавачима, који раде са мањом стопом профита. Ови фактори су допринели „кризи серијских публикација“, издања за серијске публике повећавала су се 7,6% годишње од 1986. до 2005. године, а број купљених серијских публикација повећавао се у просеку за само 1,9% годишње.
Упркос преласку на електронско издаваштво, криза серијских публикација и даље траје. 
Институције широм света континуирано су преиспитивале предлог трошкова и отвореног приступа, што је довело до стварања часописа и чланака са бесплатним приступом или делимично отворених часописа или часописа са смањеним трошковима.
На основу статистичких аргумената, показало се да електронско објављивање путем интернета, а донекле и отворени приступ, повећава просечан број цитата који чланак добија. 

### Криза
Криза у академском издаваштву „широко се опажа“;  очигледна криза повезана је са комбинованим притиском смањења буџета на универзитетима и повећаним трошковима часописа (криза серијских публикација). Смањење универзитетског буџета смањило је буџете библиотека и субвенције издавачима повезаним са универзитетима. На хуманистичке науке посебно је утицао притисак на универзитетске издаваче који су имали мању могућност да објављују монографије када библиотеке не могу да приуште да их купе.
На пример, Удружење истраживачких библиотека (енгл. Association of Research Libraries) је открило да су 1986. године библиотеке потрошиле 44% свог буџета на књиге у поређењу са 56% на часописе; дванаест година касније, тај однос је промењен на 28% и 72%“. У међувремену се све чешће очекују монографије у хуманистичким наукама. 2002. године Удружење модерних језика изразило је наду да ће електронско објављивање решити проблем.
Током 2009. и 2010. године, анкете и извештаји открили су да се библиотеке суочавају са континуираним смањењем буџета, а једно истраживање из 2009. године показало је да је 36% британских библиотека смањило своје буџете за 10% или више, у поређењу са 29% повећаним буџетима. У 2010-им, библиотеке су почеле смањивање трошкова користећи отворени приступ и отворене податке.

### Реформа издавања академских часописа
Реформа издавања академских часописа заговара промене у начину на који се академски часописи стварају и дистрибуирају у доба интернета и појаве електронског издавања. Од успона интернета, људи су организовали кампање за промену односа између академских аутора, њихових традиционалних дистрибутера и њихове читалачке публике. Већина дискусије била је усредсређена на искоришћавање предности које нуди интернет, способност широке дистрибуције научних радова.
Мотивације за реформу издавања академских часописа укључују способност рачунара да чувају велике количине информација, омогућавања приступа већем броју истраживача  и потенцијал интерактивности између истраживача.
Отворени приступ постао је пожељан као одговор на појаву електронског издавања као део шире жеље за реформом академског издавања часописа. Електронско издаваштво створило је нове предности у поређењу са издавањем папирне верзије, али осим тога, допринело је стварању проблема у традиционалним моделима издавања.
Отворени приступ, поред омогућавања приступа академским публикацијама, унапређује научна истраживања у областима отворених података, отворених образовних ресурса, бесплатног софтвера отвореног кода и отворене науке, између осталог.
Разне студије показале су да је потражња за истраживањима отвореног приступа таква да су слободно доступни чланци доследно имали факторе утицаја који су били већи од чланака објављених под ограниченим приступом.
Међутим, људи су изнели различите аргументе против отвореног приступа, како би се задржала одређена ексклузивност у науци, попут следећих:
- много некатегоризиваних информација оптерећује научнике
- наука може да се злоупотребљава
- јавност може погрешно да тумачи научне податке
- повећање опсега науке може да отежа верификацију било ког открића

Закон о истраживачким радовима био је закон Конгреса Сједињених Држава који би забранио све законе који би захтевали мандат отвореног приступа када би истраживачи које финансира америчка влада објавили свој рад. Предлагачи закона изјавили су да ће „Обезбедити континуирано објављивање и интегритет рецензираних истраживачких радова од стране приватног сектора“.  Ово је уследило након других сличних предложених мера, попут Закона о поштеном ауторском праву у истраживачким радовима.

## Академски чланци
У академском издаваштву, рад је академско дело које се обично објављује у академском часопису. Садржи оригиналне резултате истраживања или прегледе већ постојећих резултата. Такав рад, који се назива и чланком, сматраће се ваљаним само ако подлеже поступку стручне провере од стране једног или више рецензената (који су научници из исте области) који проверавају да ли је садржај чланка погодан за објављивање у часопису. Рад може проћи кроз низ прегледа, ревизија и поновних пријава пре него што коначно буде прихваћен или одбијен за објављивање. Овај процес обично траје неколико месеци. Често долази до кашњења од више месеци (или у неким областима, преко годину дана) пре него што се прихвати рад. Ово се посебно односи на најпопуларније часописе у којима број прихваћених чланака често премашује простор за штампу.
Неки часописи, посебно новији, сада се објављују само у електронском облику. Часописи на папиру сада су обично доступни и у електронском облику, како појединачним претплатницима, тако и библиотекама. Готово увек су ове електронске верзије доступне претплатницима одмах након објављивања папирне верзије или чак и пре тога.

### Категорије академских радова
Академски рад обично припада одређеној категорији, као што су:
- Истраживачки рад који представља крајњи резултат научног истраживања, у којем се на прегледан, обухватан, концизан и прецизан начин саопштавају резултати истраживања и дају објашњења истраживане појаве.

- Рад о студији случајева обично се користи у медицини.
- Научни часопис је периодично издање чија сврха је унапређење науке, најчешће објављивањем нових истраживања.
- Чланак у ком научник представља спорно мишљење о неком питању. Радови са ставовима објављују се у академским круговима, политици, закону и другим областима. Циљ ставова је да увери публику да је изнето мишљење валидно и да га вреди саслушати.
- Прегледни чланци не покривају оригинална истраживања, већ акумулирају резултате многих различитих чланака о одређеној теми у кохерентну нарацију.
- Допунски чланци садрже велику количину табеларних података који су резултат тренутних истраживања и могу бити на десетине или стотине страница, углавном са нумеричким подацима. Садрже додатне информације и материјале који нису прикладни за главни део чланка, као што су описи рутинских поступака, изводи једначина, изворни код и сл.

## Стручна провера
Поступак рецензирања је кључни елемент који обезбеђује поуздано и тачно презентовање новог, корисног и оригиналног научног сазнања јавности. И поред многих недостатака које овакво вредновање научног рада има, данас је незамењиви део процеса објављивања резултата научних истраживања. Током историје развијале су се различите врсте рецензирања, али суштина самог процеса је остала непромењена: пре објављивања резултати се подвргавају непристрасној, компетентној и поузданој оцени ваљаности, вредности и оригиналности.
Научна рецензија је поступак подвргавања ауторског научног рада, истраживања или идеја испитивању других који су стручњаци у истој области, пре него што рад буде објављен. Стручна рецензија помаже издавачу (то јест главном уреднику, уредништву или програмском одбору) да одлучи да ли дело треба прихватити, прихватити са ревизијама или одбије.
Рецензирање је засновано на идеји да се резултати сваког научног истраживања морају стручно оценити од стране експерата–рецензената, пре него се презентују научној заједници и јавности. Другим речима, с обзиром да научни резултати ефективно „не постоје“ све док нису у писаној форми објављени у научном часопису, сумње и коментари изражени од стране рецензената заузимају важно место у целокупном научном процесу. Због изузетног значаја рецензирања за развој науке и друштва уопште, од рецензената се очекује да буду компетентни, експерти у одговарајућој области и да поседују довољно знања и искуства да процене да ли су у описаном истраживању коришћене прикладне методе или експерименти, да ли су добијени резултати тачни и поуздани, а интерпретација резултата разумна и заснована на постојећим знањима.
Стручна рецензија је централни концепт за већину академских издавача. Други научници у одређеној области морају наћи дело довољно висококвалитетно да би заслужило објављивање. Секундарна корист поступка је индиректна заштита од плагијаризма, јер су рецензенти упознати са изворима које су аутори користили. Порекло рутинске стручне провере за поднесене пријаве датира од 1752. године када је краљевско друштво у Лондону преузело службену одговорност за „Филозофске трансакције". Међутим, било је и неких ранијих примера.
Постоје различите врсте рецензија, од којих су најкоришћеније:
- Једноструко слепа (енгл. „Single-blind peer review“) - Рецензенти знају идентитет аутора, али аутори не знају идентитет рецензената, данас најчешће коришћени облик рецензирања.
- Двоструко слепа (енгл. „Double-blind peer review“) - Рецензенти не знају идентитет аутора, а ни аутори не знају идентитет рецензената.
- Отворена (енгл. „Open peer review“) - Цео поступак је отворен, сви идентитети су познати.

## Процес објављивања
Процес академског објављивања, који започиње када аутори предају написани документ издавачу, подељен је у две различите фазе: 
- рецензија
- продукција

Процес стручне рецензије организује уредник часописа и завршава се када се садржај чланка, заједно са свим повезаним сликама, подацима и допунским материјалом прихвати за објављивање. Процесом стручне рецензије све се више управља путем интернета, коришћењем заштићених система, комерцијалних софтверских пакета или отвореног кода и бесплатног софтвера. Написани документ, или чланак, пролази кроз један или више кругова прегледа. Након сваког круга, аутор чланка модификуje свој написани чланак у складу са коментарима рецензената и овај поступак се понавља све док уредник не буде задовољан и рад не буде прихваћен.
Производни процес, који контролише уредник или издавач продукције, затим припрема текст чланка за штампу, провером његове доследности и тачности, уређује податке, укључује у одређено издање часописа, а затим се штампа и објављује на мрежи. Уређивање академских копија настоји да осигура да чланак буде у складу са стилом часописа, да су сви наводи и ознаке тачни и да је текст доследан и читљив. Будући да се рад уредника академских копија може преклапати с радом уредника аутора, уредници запослени у издавачима часописа често себе називају „уредницима рукописа“. Током овог поступка ауторска права се често преносе са аутора на издавача.
У већем делу 20. века такви чланци су фотографисани за штампање у зборницима и часописима, а ова фаза је била позната као копија спремна за камеру. Са модерним дигиталним слањем у форматима као што је ПДФ, овај корак фотографисања више није потребан, мада се тај термин још увек користи.
Аутор прегледа и исправља рад у једној или више фаза производног процеса. Циклус исправке је у прошлости био захтевнији, јер су ручно писани коментари аутора и уредника, па је било потребно поново извршити ручно преписивање рада са исправкама. Почетком 21. века овај процес је поједностављен увођењем е-напомена у програмима  Microsoft Word, Adobe Acrobat, и другим, али је и даље остао дуготрајан и склон грешкама. Потпуна аутоматизација циклуса корекције доказа постала је могућа тек с почетком мрежних платформи за колаборативно писање, као што су  Authorea, Google Docs и разне друге. На крају овог процеса објављује се коначна верзија записа.

## Цитати
Цитирање је стандардизован метод приказивања коришћених интелектуалних извора и идеја при изради научног рада. 
Цитати пружају доказе за потврђивање или оповргавање неке идеје и дају кредибилитет раду тако што пружају увид у којим изворима су тражене информације које су коришћене и помажу читаоцима да пронађу више информација о тој теми.
Документовање извора који су коришћени у раду неопходно је из неколико разлога:
- подржавање интелектуалне искрености тј. избегава се плагијаризам[9] и одаје признање ауторима чије информације су коришћене у раду (када се нечије идеје користе у научном раду прописно навођење извора је обавезно).
- пружају се аргументовани докази и даје се кредибилитет раду.
- омогућава даље истраживање теме од стране читаоца, читалац има могућност да самостално утврди да ли референцирани материјал подржава аргумент аутора у наведеним тврдњама и да процени снагу и ваљаност материјала који је аутор користио.

### Системи и стилови
Постоје два начина (система) за обележавање цитата унутар текста:
- Систем нотација - додавање ознаке и навођење извора у фусноти, на крају поглавља или на крају рада. Овај систем, познатији и као Ванкуверски систем, је популаран у физичким наукама, а често се користи и у медицини и другим природним наукама.
- Систем аутор-датум - познато и као Харвардски систем је навођење аутора и године издања рада или броја стране у заградама.

Сваки научни часопис користи одређени формат за цитирање (познат и као референце). Међу најчешћим форматима који се користе у истраживачким радовима су АPA, CMS и MLA стилови. Цитатни стилови су настали у разним организацијама и институцијама и због тога су, углавном, уско везани за одређену грану науке; нпр.  APA  је цитатни стил израђен у Америчком удружењу психолога  (American Psychological Association) и зато је најпогоднији, и самим тим најприхваћенији, у радовима из психологије, али није ограничен само на ову грану науке. 
MLA је стил цитирања развијен од стране Удружења за модерни језик Америке (Modern Language Association of America). Ово је академски стил цитирања који се највише користи у САД, Канади и другим земљама. У употреби је, пре свега, при писању и документовању научних радова из хуманистике, студија модерног језика и књижевности, књижевне критике, студија културе и медија и осталих сродних дисциплина. MLA је првенствено намењен академским научним радницима, професорима, студентима, и др.
Чикаго стил (Chicago Manual of Style) се најчешће користи за цитирање извора из друштвених и хуманистичких наука. Овај стил за цитирање је у широкој употреби од 1906. године и доживео је 16 издања. Овај стил је мало комплекснији од APA и MLA стила, јер користи два система за цитирање извора: систем нотација и аутор-датум систем.
CSE цитатни стил је креиран од стране Савета уредника из области науке (Council of Science Editors). Овај стил је првенствено намењен студентима, професорима и научницима из природних и физичких наука. CSE користи два система за цитирање извора: систем континуираног цитирања и аутор-датум систем.

## Објављивање по дисциплинама

### Природне науке
Научна, техничка и медицинска литература велика је индустрија која је генерисала 23,5 милијарди долара прихода, од чега је 9,4 милијарде долара посебно издато из издања научних часописа на енглеском језику. Већина научних истраживања у почетку се објављује у научним часописима и сматра се примарним извором. Технички извештаји, за мање резултате истраживања и инжењерске и дизајнерске радове (укључујући рачунарски софтвер), чине примарну литературу. Секундарни извор заснива се на примарном извору, садржи ауторску анализу, оцену, тумачење или синтезу чињеница, доказа, концепата и идеја преузетих из примарних извора. Секундарни извори нису нужно независни извори. За свој материјал ослањају се на остале изворе, дајући аналитичке или оцењивачке тврдње о њима. На пример, прегледни чланак који анализира истраживачке радове у некој области је секундарни извор за истраживање. Да ли је извор примарни или секундарни, зависи од контекста. Секундарни извори у науци укључују чланке у прегледним часописима (који пружају синтезу истраживачких чланака о некој теми ради истицања напретка и нових истраживања), књиге за велике пројекте, широке аргументе или компилације чланака. Терцијарни извори су публикације попут енциклопедија и других приручника који сумирају примарне и секундарне изворе. Састоје се од уопштених истраживања одређене теме која се разматра. Терцијарни извори се такође анализирају, асимилирају, вреднују, тумаче и синтетишу из секундарних извора. Допунски су документи који се тичу теме која се разматра. У њима се често представљају познате научне информације у прикладном облику без тежње ка оригиналности. Уобичајени примери су енциклопедије и уџбеници.
Међутим, постоји делимично одступање од научне праксе објављивања,у многим пољима примењене науке, посебно у америчким истраживањима рачунарских наука, једнако престижно место објављивања у америчкој рачунарској науци су академске конференције. Разлози за одступање укључује велики број таквих конференција, брз темпо напретка истраживања и подршка стручног друштва за информатику у дистрибуцији и архивирању зборника конференција.

### Друштвене науке
Објављивање у друштвеним наукама веома се разликује у различитим областима. Неке области, попут економије, могу имати врло „тврде“ или високо квантитативне стандарде за објављивање, слично као што су природне науке. Други, попут антропологије или социологије, истичу рад на терену и извештаje о посматрању, као и квантитативном раду. Неке области друштвених наука, попут јавног здравља или демографије, имају значајна заједничка интересовања са професијама попут права и медицине, а научници у тим областима често објављују и у стручним часописима. 

### Хуманистичке науке
Објављивање у хуманистичким наукама је у принципу слично објављивању на другим академским дисциплинама. Доступан је читав низ часописа, од општих до изузетно специјализованих, а универзитетски издавачи сваке године издају много нових хуманистичких књига. За разлику од природних наука, где је правовременост пресудно важна, за хуманистичке публикацијама често су  потребне године да се напишу и више времена да се објаве. За разлику од природних наука, истраживање је најчешће индивидуални процес и ретко се подржава великим субвенцијама. Часописи ретко доносе профит, а обично их воде универзитетска одељења. 

## Отворени приступ
Отворени приступ подразумева да сваки корисник који има приступ интернету било где у свету има право да чита, преузима, чува, штампа и користи дигитални садржај радова објављених у отвореном приступу, са једином обавезом да их коректно цитира.
Иницијатива отвореног приступа настала је као одговор на високе цене научних информација, односно тржишну моћ комерцијалних издавача научних часописа, а њени принципи темеље се на неколико декларација, од којих су највећу пажњу добиле Будимпештанска иницијатива (2001) те Берлинска декларација о отвореном приступу знању у науци (2003).
Будимпештанска иницијатива дефинише отворени приступ у научној литератури као „слободну доступност на јавном интернету која сваком кориснику омогућава читање, преузимање, копирање, дистрибуирање, штампање и претраживање без финансијских, правних или техничких ограничења”. У погледу права интелектуалног власништва, Будимпештанска иницијатива наглашава да се једина обавеза заштите интелектуалног власништва односи на интегритет аутора и његовог дела, односно на исправно навођење аутора и дела.
За разлику од Будимпештанске иницијативе, Берлинска декларација о отвореном приступу наводи да доприноси отвореном приступу укључују изворне резултате научних истраживања, изворне податке, сликовну и графичку грађу у дигиталном облику, научну мултимедијалну грађу, па у том смислу Берлинска декларација има за циљ промовише интернет као инструмент за изградњу глобалног и интерактивног приказа људског знања које истраживачке институције, агенције које финансирају истраживања, библиотеке, архиви и музеји треба размотрити.
Велика популарност иницијативе омогућавања слободне и неограничене приступачности научне литературе, коју доказује податак од чак 13,884 часописа, из 130 земаља, архивираних омогућила је високошколским библиотекама да повећају приступ садржајима, јачајући тако своје информацијске услуге, да активно заговарају и промовишу концепт отвореног приступа, а важније, с циљем повећања видљивости научне продукције универзитета, да се укључе у издавачке пројекте овога типа.
Отворени приступ научној литератури остварује се у два облика:
1. самоархивирањем и изградњом мреже институционалних или дисциплинарних репозиторијума, којима се повећава доступност и видљивост научне продукције одређене институције, или одређене научне дисциплине, при чему је рад могуће унети пре рецензирања, или већ рецензиран и негде објављен
2. објављивањем радова у часописима који су у отвореном приступу, у потпуности или делимично (тзв. хибридни часописи).

Често се та два облика називају зеленим  и златним  путем до отвореног приступа, или краће зелени и златни отворени приступ. И у једном и у другом случају право приступа није у супротности са законом о ауторском праву, јер власник ауторског права лиценцом, коју попуњава приликом публиковања рада, даје пристанак на отворени приступ свом раду, с тим да му обавезно остаје право на надзор над целовитошћу рада и право на исправно навођење ауторства. Сваком аутору је у интересу да његов рад буде доступан што већем броју читалаца, како би резултати његових истраживања имали што већи одјек, што може утицати и на напредовање његове каријере. Већина часописа који излазе у отвореном приступу су из области природних наука, медицине и технике, али све више се појављују и часописи из друштвених и хуманистичких наука. Заговорници издавања часописа на комерцијалној основи сматрају да отворени приступ представља претњу поступку рецензирања у смислу контроле квалитета и да отвара пут кршењу ауторских права. Заговорници отвореног приступа тврде како је рецензија још оштрија, јер отворено доступна литература олакшава проверавање чињеница и цитираних радова, што омогућава већи квалитет рецензирања. Они сматрају и да ће стандарди отвореног приступа осигурати механизме за спровођење одговарајућег приписивања ауторства и одговорно коришћење тако објављених дела.

## Повезани чланци
- отворена наука
- научни часопис
- отворени приступ
- издаваштво
- електронско издаваштво
- рецензија
- издавачке куће